# Wilhelmsdorf (Württemberg)
Wilhelmsdorf település Németországban, azon belül Baden-Württembergben. Lakosainak száma 5065 fő (2023. december 31.).

## Népesség
A település népessége az elmúlt években az alábbi módon változott:
| Lakosok száma | 3011 | 3475 | 4232 | 4413 | 3583 | 4626 | 4741 | 4813 | 4837 | 5065 |
|               | 1961 | 1967 | 1974 | 1980 | 1987 | 1993 | 2000 | 2006 | 2013 | 2023 |